# FC Constance
Le FC Constance (en Allemand: FC Konstanz) était un club allemand de football localisé à Constance dans le Bade-Wurtemberg.

## Histoire

### FC Konstanz
Le club fut fondé par des gymnastes, le 1er juillet 1900 sous le nom de FC Constantia. Le 10 juillet de la même année, vit le jour le FC Germania. Après que celui-ci eut connu quelques crises internes, les deux associations fusionnèrent pour former le Fußballclub Konstanz
Un an plus tard, le club engloba une équipe d’étudiants, composée au départ de l’école Oberreal. Le cercle prit alors l’appellation de SV Konstanz.
En 1905, une nouvelle fusion intervint entre le SV Konstanz et le Schlagball-Club Konstanz (fondé en 1904). Le club porta alors la dénomination de Fußball-und Athletikverein Konstanz ou FAV Konstanz. En plus du football, l’association comporta des sections de Schlagball (une forme de Baseball) et d’Athlétisme.
À la fin de l’année 1909, le club décida de changea son nom en FC Konstanz 1900. Ensuite, la vie du club fut alors assez calme jusqu’au terme de la Première Guerre mondiale
En 1932 une fusion entre le FC Konstanz et le VfR Konstanz fut rejetée par les dirigeants du FC. Mais en août 1933, en vertu des décisions du  Deutschen Reichsbundes für Leibesübungen (DRL) désormais contrôlé par les Nazis,le FC Konstanz 1900 et le VfR Konstanz furent fusionnés sous l’appellation Sport Verein Konstanz. Mais à peine un an plus tard, une assemblée générale du club vota le retour au nom de FC Konstanz 1900. Le VfR retrouva donc son indépendance.

### VfR Konstanz
Le Verein für Rasensport Konstanz fut créée le 22 juin 1919. Après la tentative de fusion ratée en 1932, celle exécutée selon les directives du régime nazi en 1933 puis la reprise de son ancien nom par le FC Konstanz 1900 en 1934, le VfR Konstanz vivota jusqu’en 1938.
En 1938, le VfR chercha à nouveau à se rapprocher du FCK 1900. Mais l’endettement de celui-ci freina les envies.
Finalement, le Verein für Rasensport Konstanz cessa ses activités en 1943.

### Depuis 1945
Après la capitulation de l’Allemagne nazie, le FC Konstanz 1900 fut dissous comme tous les clubs et associations allemands (voir Directive n°23). Le club joua le 14 décembre 1945 contre le FC 08 Villingen et s’inclina lourdement (7-2). Indépendamment de ce revers, le club dut arrêter ses activités car les autorités militaires, réclamèrent que, conformément à la Directive n°23 le club ne porte plus un nom datant du régime époque national-socialiste. Ce fut ainsi que le 22 juin 1946 fut créé le VfL Konstanz.
En 1947, le VfL Konstanz fut un des fondateurs de l’Oberliga Sud-Ouest, Groupe Sud. Le cercle y joua trois saisons, puis fut reversé dans la zone Sud, en 2. Oberliga Süd d’où il fut relégué en 1951.
Le 14 mai 1953, le club reprit son ancienne appellation, et y ajouta la mention de l’ancien Verein für Rasensport. Il devint donc le Fußball Club Konstanz 1900 Verein für Rasensport e.V.

## Nouvelle fusion
En 2012, le club fusionne avec le FC Wollmatingen pour former le SC Konstanz-Wollmatingen (de)

## Palmarès
- Champion amateur du  Südbaden: 1957.
- Vainqueur de la SüdBadischer Pokal: 1949, 1962, 1964, 1964.